# Слате
Сла́те (латыш. Slate) — населённый пункт в Екабпилсском крае Латвии. Входит в состав Рубенской волости. Находится у автодороги P72 (Илуксте — Бебрене — Биржи). Расстояние до города Екабпилс составляет около 48 км. По данным на 2015 год, в населённом пункте проживало 86 человек.

## История
В советское время населённый пункт был центром Слатского сельсовета Екабпилсского района. В селе располагалась центральная усадьба колхоза «Слате».